# أوكالبتوس بركاني
كينا بركانية (الاسم العلمي:Eucalyptus volcanica) هي نوع من النباتات تتبع جنس الكينا من فصيلة الآسية.